# 斯蒂格冰原島峰
73°20′S 3°14′W / 73.333°S 3.233°W
斯蒂格冰原島峰，是南極洲的冰原島峰，位於毛德皇后地的瑪塔公主海岸，處於哈爾格倫山東北面6公里，挪威製圖師根據測量和空中照片繪入地圖，現時由南極條約體系管理。